# Аренсман, Тимен
Тимен Аренсман (нидерл. Thymen Arensman род. 4 декабря 1999, Deil, Гелдерланд) — нидерландский профессиональный  шоссейный велогонщик, выступающий с 1 июля 2020 года за команду мирового тура «Team Sunweb».

## Достижения

### Велокросс
2016-2017
1-й  Чемпион Нидерландов (юниоры)
2017-2018
3-й  Чемпионат Нидерландов U23

### Шоссе
2017
2-й  Чемпионат Нидерландов — Индивидуальная гонка (юниоры)
8-й Трофей Карлсберга (юниоры) — Генеральная классификация
2018
2-й Тур де л’Авенир — Генеральная классификация
3-й Париж — Рубе U23